# Жабиру
Жабиру (лат. Jabiru mycteria) птица је из породице рода. Живи на простору од Мексика до Уругваја. Највеће популације су у Пантаналу у Бразилу и Гран Чаку у Парагвају.
Највиша је птица која може летети у Северној и Јужној Америци. У том подручју има други највећи распон крила након кондора. Жабиру је барска птица, има голи врат црне боје, црвен при дну. Перје је бело, а ноге су црне. Може нарасти до 140 цм и тежити до осам кг. Кљун је дуг 25—35 цм, црн и врло јак. Женка је обично мања од мужјака. Због своје лепоте, привлачи пажњу туриста, који залазе у Пантанал.
Станиште су јој рубови река, где има лежећих стабала. Тамо се и гнезди у скупинама, понекад у друштву чапљи и других птица. Женка полаже два до пет белих јаја.
Њена исхрана састоји се од рибе, мекушаца, гмизаваца, инсеката, па чак и малих сисара. Такође се храни мртвом рибом, помаже како би се спречило труљење рибе, која умире од недостатка кисеоника у време суше.

## Галерија
- Пар жабируа у гнезду, Пантанал, Бразил
- Жабиру у тренутку пре полетања, Лагуна Ока, Формоса, Аргентина
- Жабиру у лету, Пантанал, Бразил